# El Dara
El Dara – wieś w Stanach Zjednoczonych, w stanie Illinois, w hrabstwie Pike.